# ヒナイシドジョウ
ヒナイシドジョウ (Cobitis shikokuensis) は、条鰭綱コイ目ドジョウ科シマドジョウ属に分類される魚類。タイプ産地は高知県高岡郡四万十川水系日野地川。

## 分布
日本（愛媛県、高知県）固有種

## 形態
最大全長オス6センチメートル、メス8センチメートル。背から体側面にかけて、3 - 5本の暗色の縦縞もしくは暗色の斑点が列状にならぶ。背鰭や尾鰭に、暗色の斑点が3 - 5本の列状に並ぶ。尾鰭基部の上方にある黒色斑は、眼よりも小型。斑紋は3タイプによって異なる。オスの胸鰭は顕著に尖り、第2条は発達するが骨質盤はない。口髭は3対あり、第2口髭が眼径より長い。背鰭分枝軟条は6条。臀鰭第5軟条胸鰭が分枝しない。腹鰭間筋節数は14～15で平均は15。

## 分類
以前は核型に差異がないことからイシドジョウだと考えられていたが、核DNAやミトコンドリアDNAの分子系統解析から別種であることが示唆されていた。2006年に形態の差異もあることから、新種記載された。

## 生態
河川の上流域から中流域にある、礫層が発達した淵尻に生息する。5 - 7月に、約200個の卵を淵尻や水際にある礫の隙間で産卵する。仔魚はしばらくその隙間でとどまる。越冬などでもそういった隙間を利用し、10月下旬から4月上旬の間はほとんど活動しない。生後1年で繁殖するようになり、寿命は2年だと考えられている。

## 下位分類
ヒナイシドジョウの斑紋列は上部から順にL1、L2、L3、L4、L5となっており、この5列の斑紋の違いから原記載論文では3タイプに分類されている。
- タイプ1

愛媛県西部、高知県西部に分布。背部の斑紋L1は四角形の斑紋列。体側の上部の斑紋L2は不規則な点列。体側の上部から2列目の斑紋L3は途切れがちな縦条。体側の下部の斑紋L5は三角形から四角形。尾鰭には不規則な点列横帯がある。
- タイプ2

愛媛県の伊予灘流入河川の一部に分布。L1は途切れがちな縦条。L3とL5は細い縦条で後半部は点列。尾鰭には不規則な点列横帯がある。頬には縦条がない。3タイプの中で最も研究が進んでいる一方、鑑賞用として本タイプはよく売られているため、乱獲によって個体数は減少している可能性がある。
- タイプ3

不連続に分類する。L1が四角形の斑紋列。L2とL4は消失する。L3とL5は前半部が波打つような縦条、後半部が点列。尾鰭には弓状の横帯がある。絶滅の危機に瀕している。

## 人間との関係
森林伐採や河川改修・道路建設・ダム建設などによる生息地の破壊により、生息数が減少している。道路建設による護岸や取水堰・根固めの設置・宅地開発などにより生息環境である淵がなくなったり、本種が好む環境である礫の隙間が浮泥により塞がってしまうことにより本種に影響を与えていると考えられている。ペット用の採集による影響も懸念されている。2017年の時点で高知県では条例により、希少野生動植物に指定されており保護される。。
絶滅危惧IB類 (EN)（環境省レッドリスト）